# Dudypta
Dudypta (rusky Дудыпта) je řeka v Tajmyrském rajónu v Krasnojarském kraji v Rusku. Je dlouhá 687 km. Povodí řeky má rozlohu 33 100 km².

## Průběh toku
Odtéká z jezera Makar, které patří do skupiny Dudyptských jezer. Protéká přes centrální část Severosibiřské nížiny. Ústí zprava do Pjasiny.

## Využití
Vodní doprava je možná v délce 150 km od ústí. Řeka je bohatá na ryby (muksun, čir).